# THE BEST (альбом)
«THE BEST 1999—2009»  — другий альбом-збірка української рок-групи Друга Ріка, який вийшов 23 квітня 2009 році на лейблі Moon Records. Альбом складається з двох частин — перша містить 21 трек на CD з попередніх альбомів гурту, починаючи з 1999 до 2009 року, а друга являє собою збірку відеокліпів на DVD, яка охоплює той самий період. Як бонус додано три ремікси. Також на збірці є одна нова композиція — Догоним! Доженемо!, виконана дуетом із гуртом Токіо.

## Відгуки
На сайті київського рок-клубу, музичний оглядач, продюсер, радіо і телеведучий — Олександр Євтушенко писав наступне  [Архівовано 27 вересня 2017 у Wayback Machine.]:

|  | Відтоді, як вельми вдало стартував сольний проєкт Святослава Вакарчука «Вночі», законне місце визнаних королів поп-рок сцени – себто Океану Ельзи виявилося вакантним... Нині на їхнє місце цілком слушно претендують найближчі конкуренти — Скай і Друга Ріка. І правильно – за сумарною кількістю зафіксованих у медіапросторі радіохітів ці команди вже не поступаються «океанцям». Хоч все ж таки рекордсменом за тривалістю радіоротацій була і залишається Друга Ріка. І це, між іншим, неважко довести. Беремо до рук нову CD-збірку «BEST» і бачимо – там фактично кожен з 21-го треку підкорював у той чи інший період національні хіт-паради країни. Збірка з двох дисків, де зафіксовано найкращі аудіохіти та переможні відео кліпи, підсумовує перші десять років творчого життя «вічно другої» після «Океану» Другої Ріки, яка, між іншим, незупинно «дихає в спину» володарям попрокового Олімпу. Секрет успіху цього «житомирського феномену» простий. Створюючи яскраві і небанально-мелодійні пісні, вокаліст Валерій Харчишин як автор слів та гітарист Олександр Барановський як автор музики завжди апелювали до найсокровенніших струн української душі, знаючи, що ця душа — найсентиментальніша в світі… А колишній «скрябінець» Шура Гера остаточно завойовує цю душу розкішно-витонченими клавішними партіями. Дивно, як це він встигає займатися сольними проєктами та грою в складі також досить популярної команди Dazzle Dreams…Окремої уваги заслуговують рафіновано-стильні відео кліпи Другої Ріки, які, безумовно, виконують роль рекламного локомотива для групи. Водночас вони являють собою справді мистецькі зразки сучасного відеокліпмейкерства. До речі – Друга Ріка мала б подякувати Долі та Вищим силам за те, що їхній бас-гітарист Віктор Скуратівський виявився ще й вправним відео режисером — з двадцяти відзнятих для групи відео робіт половину зробив він сам власними руками. Серед них — найхітовіші речі Другої Ріки останнього року — «Космозоо», «Фурія», «Відчиняй», «Денніч», «Кінець світу». |

## Композиції
CD
| #        | Назва                | Автор слів                     | Автор музики                                                                             | Тривалість |
| -------- | -------------------- | ------------------------------ | ---------------------------------------------------------------------------------------- | ---------- |
| 1.       | «Догоним! Доженемо!» | Я. Малий (Токіо) / В. Харчишин | Я. Малий (Токіо) / С Гера                                                                | 3:08       |
| 2.       | «Денніч»             | В. Харчишин                    | О. Барановський / С. Гера                                                                | 2:21       |
| 3.       | «Так мало тут тебе»  | В. Харчишин                    | С. Гера                                                                                  | 2:23       |
| 4.       | «Кінець світу»       | В. Харчишин                    | О. Барановський                                                                          | 2:21       |
| 5.       | «П`ю з твоїх долонь» | В. Харчишин                    | О. Барановський / Друга Ріка                                                             | 2:46       |
| 6.       | «Пропоную мир»       | В. Харчишин                    | О. Барановський                                                                          | 4:02       |
| 7.       | «Дотик»              | В. Харчишин                    | О. Барановський / С. Гера                                                                | 3:03       |
| 8.       | «Математика»         | В. Харчишин                    | В. Харчишин                                                                              | 2:04       |
| 9.       | «000 Т.Б.»           | В. Харчишин                    | В Харчишин / О Барановський                                                              | 2:53       |
| 10.      | «Впусти мене»        | В. Харчишин                    | В. Харчишин / О. Барановський / В. Скуратівський / С. Біліченко                          | 3:05       |
| 11.      | «Алло»               | В. Харчишин                    | О. Барановський                                                                          | 3:08       |
| 12.      | «Шансон»             | В. Харчишин                    | О. Барановський / В. Харчишин                                                            | 3:41       |
| 13.      | «Спи до завтра»      | Валерій Харчишин               | О. Барановський                                                                          | 2:28       |
| 14.      | «Вже не сам»         | В. Харчишин                    | О. Барановський                                                                          | 2:57       |
| 15.      | «Відчиняй»           | В. Харчишин                    | Друга Ріка                                                                               | 2:57       |
| 16.      | «Фурія»              | В. Харчишин                    | В. Скуратовський                                                                         | 2:16       |
| 17.      | «Оксана»             | В. Харчишин                    | О. Барановський                                                                          | 2:05       |
| 18.      | «Я полечу»           | В. Харчишин                    | В. Скуратовський / С. Біліченко / О. Барановський / В. Харчишин / С. Гера / О. Дорошенко | 2:57       |
| 19.      | «Там, де ти»         | В. Харчишин                    | О. Барановський                                                                          | 2:16       |
| 20.      | «Kocmozoo»           | В. Харчишин                    | О. Барановський                                                                          | 2:05       |
| 21.      | «Три хвилини»        | В. Харчишин                    | О. Барановський \ В. Харчишин                                                            | 2:37       |
| 01:19:51 |                      |                                |                                                                                          |            |

DVD
| #   | Назва                                | Тривалість |
| --- | ------------------------------------ | ---------- |
| 1.  | «Впусти Мене»                        |            |
| 2.  | «Там, Де Ти»                         |            |
| 3.  | «Оксана»                             |            |
| 4.  | «Математика»                         |            |
| 5.  | «Вже Не Сам»                         |            |
| 6.  | «Шансон»                             |            |
| 7.  | «Так мало тут тебе»                  |            |
| 8.  | «Спи до завтра»                      |            |
| 9.  | «П'ю з твоїх долонь»                 |            |
| 10. | «Три Хвилини»                        |            |
| 11. | «Денніч»                             |            |
| 12. | «Відчиняй» (дует із Jazzex)          |            |
| 13. | «Кінець Світу»                       |            |
| 14. | «Фурія»                              |            |
| 15. | «Пропоную Мир»                       |            |
| 16. | «Догоним! Доженемо!» (дует із Tokio) |            |
| 17. | «Kocmozoo»                           |            |

Remakes
| #   | Назва                                    | Автор музики        | Тривалість |
| --- | ---------------------------------------- | ------------------- | ---------- |
| 15. | «Математика (Funcky Егор Олесов Mix)»    | Remix – Егор Олесов |            |
| 16. | «артваЗ оД ипС (Спи до завтра Шура Mix)» | Remix – Шура*       |            |
| 17. | «Впусти мене (DJ Chief Mix)»             | Remix – DJ Chief MC |            |

## Музиканти
Друга Ріка
- Валерій Харчишин — вокал, бек-вокал, труба
- Олександр Барановський — гітара
- Сергій Біліченко — гітара
- Віктор Скуратовський — бас-гітара
- Сергій Гера — клавішні, бек-вокал
- Олексій Дорошенко — барабани, перкусія

Запрошені музиканти
- Віталій Телезін — синтезатори, програмування
- Олег Яшник — гітара
- Євген Ступка — rhodes
- Наталя Дзеньків — рояль

## Чарти
| Рік  | Ресурс                                                                            | Позиція |
| ---- | --------------------------------------------------------------------------------- | ------- |
| 2019 | iTunes Тор 100 Ukraine Rock Albums [Архівовано 12 червня 2018 у Wayback Machine.] | 44      |